# Yokohama Triennale
Die Yokohama Triennale (jap. ヨコハマトリエンナーレ, Yokohama Torienāre) ist eine 2001 gegründete Triennale zeitgenössischer Kunst in Yokohama.
Sie ist die größte Kunstausstellung Japans und wurde bisher 2005, 2008 und 2011 veranstaltet und erreichte hierbei ein Publikum von einer Million Besucher.
Veranstalter sind die Stadt Yokohama, die öffentliche Rundfunkgesellschaft NHK, die Tageszeitung Asahi Shimbun sowie das Organisationskomitee. Mitveranstalter ist die Yokohama Kunststiftung.